# 미요시군

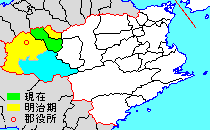
미요시 군의 위치

미요시군(일본어: 三好郡, みよしぐん)은 일본 도쿠시마현(아와국)의 북부에 위치하는 군이며 가가와현과 접하고 있다.
인구 12,704명, 면적 122.48km², 인구밀도 104명/km².(2025년 3월 1일, 추계인구)
이하 1정으로 구성된다.
- 히가시미요시정(東みよし町)

## 역사
당초에는 미마군의 일부였지만 890년에 미마 군 북서부가 미요시 군으로서 분할되었고 1950년에 미마 군 히가시이야야마 촌과 니시이야야마 촌이 미요시 군에 편입되었다. 2006년 3월 1일에 2정의 합병에 의한 히가시미요시 정과 4정 2촌의 합병에 의한 미요시시가 성립했다.
미요시 군과 미요시 시의 문화·풍습은 도쿠시마 현 연안부보다 에히메현 도요 지방이나 가가와 현 세이산 지방과 유사하다.